# 이석훈 (1908년)
이석훈(李石薰, 일본식 이름: 牧洋, 마키 히로시), 1908년 1월 27일 ~ 미상(1950년 7월 9일에 실종됨))은 한국의 극작가 겸 소설가이다. 호는 금남(琴南)이다.

## 생애
평안북도 정주군 정주읍 출신이다. 평양고등보통학교를 졸업한 뒤 일본에 유학하여 와세다 대학 노문학부에서 수학했다.
1920년대부터 언론인으로 활동했다. 조선총독부 기관지인 《경성일보》 등 신문사 기자를 지냈고, 경성방송국, 평양방송국 등의 방송사에서 근무했다. 한국 방송사의 초창기에 활동한 아나운서 중 한 명이다. 잡지사인 개벽사가 발행하던 월간지 《제1선》 편집자도 지냈다.
1930년에는 《동아일보》 신춘문예에 희곡 〈궐녀는 왜 자살했는가〉를 당선시키며 등단하였고, 〈황혼의 노래〉(1933), 〈이주민열차〉(1933)  등을 발표했다. 작품 경향은 순수문학과 대중문학의 타협점을 찾는 중간 단계로, 계몽적인 내용이나 남녀간의 애정 등 다양한 소재를 다루고 있다.
1933년에는 극예술연구회에 참가하고 극단 문예좌를 조직하는 등 연극 운동에도 참여했다. 1936년에는 문예지 《낙랑문고》를 창간해 발행했다. 1930년대 초반 안회남의 소개로 소설가 김유정을 알게 되어 문단에 데뷔하도록 한 뒤 각별히 가깝게 지낸 일화가 그가 남긴 〈유정의 편모편편〉에 전한다.
일제강점기 말기에는 친일 작품을 창작하고 〈성지참배통신〉(1942)과 같은 친일 기행문 등을 남겼다. 소설 3편, 소설집 1권을 포함하여 총 친일 작품 수는 19편으로 적지 않은 쪽이다. 또한 조선총독부 학무국의 지원을 받은 문학 단체인 조선문인협회에서 간사, 상무간사, 상무로 활동고, 국민총력조선연맹의 후원을 통해 결성된 시국강연부대에서 활동했다. 그 외에 부여신궁 어조영지 근로봉사대, 용산호국신사어조영지 근로봉사, 일본 현지에 위치한 신사·신궁 참배를 위한 성지순배사 활동에 참여했다.
1943년에는 애국백인일수전(愛國百人一首展)을 주최하고 매출금을 조선군과 일본 제국 해군에 헌금했고, 1943년부터 1944년까지 조선문인보국회에서 소설희곡부회 간사장을 역임했다. 이러한 경력으로 인해 2002년 발표된 친일 문학인 42인 명단과 2008년 발표된 민족문제연구소의 친일인명사전 수록예정자 명단, 2009년 발표된 친일반민족행위 705인 명단에 들어 있다. 해방 후인 1947년에 〈고백〉이라는 글에서 친일을 참회하는 글을 남겼다.
1944년 만주국으로 건너가 《만선일보》에 합류했다. 당시 만선일보에는 염상섭, 안수길, 박팔양 등 유명 작가들이 근무 하면서 일명 '만주문단'을 형성하고 있었다.
이듬해 일본이 태평양 전쟁에서 패전하면서 귀국하여 러시아 문학 작품 번역으로 생계를 꾸려가던 중 1948년 대한민국 해군에 중위로 입대하였고, 해군본부 초대 정훈감 서리를 지내다가 1950년 제대했다. 제대한 직후 한국 전쟁이 발발했는데, 그해 7월 9일 서울을 점령하고 있던 조선인민군에게 체포되어 서울형무소에 수감되어 실종된 것을 마지막으로 행적을 알 수 없다.

## 작품 목록

### 소설
- 1929년 《아버지를 찾아서》 (《조선일보》)
- 1934년 《광인기》
- 1935년 《이주민 열차》
- 1935년 《방랑아》
- 1935년 《애증》
- 1935년 《범인》
- 1936년 《결혼》
- 1939년 《카이제르와 이발사》
- 1940년 《유랑》
- 1941년 ~ 1942년 《고요한 폭풍》 (《국민문학》)
- 1942년 《동(東)으로의 여행》 (《녹기》 1942년 5월호)
- 1942년 《하늘의 영웅》 (《야담》 1942년 12월호)
- 1943년 《북(北)으로의 여행》 (《국민문학》 1943년 6월호)
- 1943년 《돼지몰이놀이》 (《국민문학》 1943년 7월호)
- 1943년 《최후의 가보》 (《신시대》 1943년 8월호)
- 1943년 《어머니의 고백》 (《조광》 1943년 9월호)
- 1944년 《새 시대의 모성》 (《방송지우》 1944년 4월호)

### 소설집
- 1936년 《황혼의 노래》
- 1945년 《요모기섬 이야기》 (보문사)

### 희곡
- 1930년 《궐녀는 왜 자살했는가》 (《동아일보》)
- 1941년 《사비루의 달밤》 (《문장》)

### 산문
- 〈반도의 신문화라는 것〉 (《녹기》 1941년 11월호)
- 〈문화인·지식인에게 격(激)함〉 (《반도지광》 1942년 2월호)
- 〈전진하자 일장기와 함께〉 (《동양지광》 1942년 3월호)
- 〈국민문학의 제 문제〉 (《녹기》 1942년 4월호)
- 〈새로운 것에 대하여〉 (《동양지광》 1942년 6월호)
- 〈징병·국어·일본정신〉 (《조광》 1942년 7월호)
- 〈사상전과 선전전〉 (《경성일보》 1942년 9월 19일자)
- 〈국어문제회담〉 (《국민문학》 1943년 1월호)
- 〈행군〉 (《국민문학》 1943년 7월호)
- 〈보도연습에 참가하여〉 (《조광》 1943년 7월호)
- 〈전시하의 만주〉 (《조광》 1944년 11월호)

### 기행문
- 〈함흥일기〉 (《신시대》 1941년 2월호)
- 〈부여기행〉 (《신시대》 1941년 2월호)
- 〈새로운 결의 - 성지 참배에서 돌아와〉 (《경성일보》 1941년 12월 9일 ~ 12월 12일자)
- 〈성지참배통신〉 (《조광》 1942년 1월호)
- 〈성지순배록〉 (《국민문학》 1942년 3월호)